# Битва при Агриди
Битва при Агриди (нем. Schlacht bei Agridi) — сражение, произошедшее 15 июня 1232 года возле селения Агриди в предгорье Киренийского хребта на Кипре между войсками императора Фридриха II Гогенштауфена и сторонниками короля Кипра Генриха I де Лузиньяна, возглавляемыми Жаном Ибелином Старым. Битва закончилась поражением войск императора и привела к снятию осады с ибелинского замка Дьё д’Амур.

## Предыстория
В июне 1228 года возглавивший VI Крестовый поход император Фридрих II высадился в Лимасоле. Хитростью захватив в плен регента Кипрского королевства Жана Ибелина Старого и двух его сыновей, Бальяна и Балдуина, император потребовал выплатить ему сумму, равную доходам Кипра за десять лет, а также передать ему сеньорию Бейрут. Несовершеннолетнего короля Кипра Генриха I Лузиньяна император также фактически лишил свободы и удерживал при себе в Лимасольском замке. Жан Ибелин вынужден был признать сюзеренитет императора над королевством и сложить с себя полномочия регента, однако отдать свой бейрутский фьеф категорически отказался.
Фридрих II продал должность регента Кипрского королевства сразу пятерым противникам Ибелинов: Амори де Барле, Амори де Бейсану, Говену де Шенеше, Гийому де Риве и Гуго Джебайльскому, которые обязались выплатить затребованную императором сумму. Регенты обложили сторонников Ибелинов высокими налогами, а затем захватили и попытались убить Филиппа Новарского, одного из ближайших сторонников Жана Ибелина. Битва между войсками регентов и сторонниками Жана Ибелина и Филиппа Новарского произошла 14 июля 1229 года возле Никосии. Регенты были разбиты и укрылись в королевских замках вместе с юным королём Генрихом. Ибелины осаждали эти замки до середины 1230 года, после чего Жан Ибелин вернул себе должность регента королевства и формально примирился с Амори де Барле.
В мае 1232 года, воспользовавшись тем, что Жан Ибелин со своими силами находился в Бейруте, войска рейхсмаршала Рикардо Филанджери и вновь примкнувшего к императору Амори де Барле высадились на Кипре и практически без боя заняли все кипрские замки, кроме Буффавенто и замка Дьё д’Амур, которые были осаждены. Филанджери начал безжалостно преследовать сторонников Ибелинов. Однако Жан Ибелин не заставил себя долго ждать. При поддержке генуэзского флота уже 6 июня 1232 года армия Ибелина ночью высадилась в Фамагусте, застав Филанджери врасплох. Войска Жана Ибелина стремительно заняли замок Кантара, после чего Фамагуста добровольно перешла под его контроль. Вскоре без особого труда была занята Никосия.

## Ход сражения
Войска Ибелинов встретились с армией имперского маршала Филанджери, состоящей в основном из ломбардцев, в западном предгорье Киренийских гор, куда Жан Ибелин направлялся на помощь осаждённым в замке Дьё д’Амур. Ломбардская армия Филанджери превосходила армию Ибелинов по численности (порядка 2000 конных рыцарей) и занимала более выгодное положение на возвышенности. Войска Жана Ибелина были примерно в 7 раз меньше по численности: 233 рыцаря и порядка 60 пехотинцев-сержантов, поддерживавших рыцарей во время битвы.
Кипрская армия была разделена на 5 подразделений, четырьмя из которых командовали два сына Жана Ибелина, Гуго и Балдуин, а также сеньоры Ансо де Бри и Жан Кесарийский. Эти подразделения выстроились во фронт, к ним присоединился ещё один сын Жана Ибелина Балиан. Сам Жан Ибелин вместе с королём Генрихом стояли во главе арьергарда.
Ломбардский авангард во главе с Вальтером Манупелло ударил по подразделению Жана Кесарийского, однако был остановлен и отступил. Второе ломбардское подразделение ударило по войскам Гуго Ибелина, однако ему пришёл на помощь Ансо де Бри со своим подразделением. Борьба превратилась в серию дуэлей. В ходе боев лошади имперских войск, облаченные в тяжелые доспехи и сражавшиеся в сложных условиях, быстро теряли свои силы. Киприотам удалось сбросить многих рыцарей. Не видя никаких шансов в борьбе с превосходящими силами киприотов, Филанджери решил отступить. Остальные войска, осаждавшие Дье д'Амур, последовали по стопам бежавшего командира и его армии.
Сражение закончилось полным разгромом имперских войск из-за их безудержной и беспорядочной кавалерийской атаки, для успеха которой не хватило пехоты.